# Dino Liviero

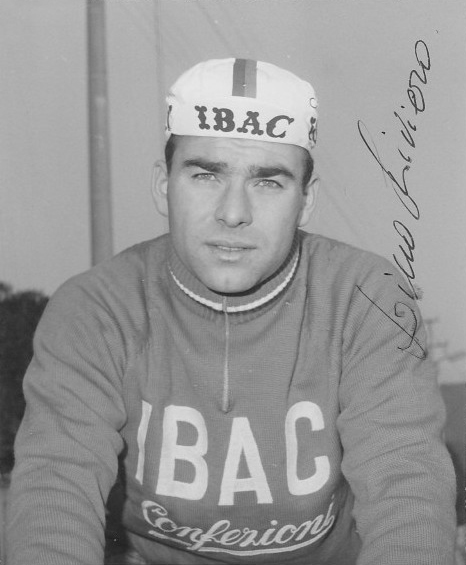
Dino Liviero (1964)

Dino Liviero (* 30. Mai 1938 in Castelfranco Veneto; † 6. Mai 1970 bei Tarvis) war ein italienischer Radrennfahrer.

## Sportliche Laufbahn
Als Amateur gewann er 1958 die Eintagesrennen La Popolarrisima, Trofeo Banca Popolare di Vicenza und Coppa Città di San Daniele.
Im Oktober 1959 wurde er Berufsfahrer im Radsportteam Torpado und blieb bis 1964 aktiv. Sein bedeutendster sportlicher Erfolg war der Gewinn der 1. Etappe des Giro d’Italia 1962, danach trug er für einen Tag das Rosa Trikot. 1960 siegte er im Giro di Campania vor Gastone Nencini und war auf einem Tagesabschnitt des Etappenrennens Rom–Neapel–Rom erfolgreich. 1962 war er im Gran Premio Cemab siegreich. 1962 wurde er Dritter im Giro della Toscana hinter dem Sieger Guido Carlesi und im Rennen Genua–Nizza.
Im Giro d’Italia startete er fünfmal. 1960 wurde er 74., 1964 84. des Gesamtklassements, 1961, 1962 und 1963 schied er aus.
In den Rennen der Monumente des Radsports war der 6. Platz im Rennen Mailand–Sanremo 1961 sein bestes Resultat.
Dino Liviero verunglückte tödlich bei einem Arbeitsunfall im Alter von knapp 32 Jahren bei Bauarbeiten in einem Straßentunnel bei Tarvis.